# Велчево (Ловецька область)
Ве́лчево (болг. Велчево) — село в Ловецькій області Болгарії. Входить до складу общини Априлці.

## Населення
За даними перепису населення 2011 року у селі проживали 169 осіб, з них 167 осіб (99,4%) — болгари.
Розподіл населення за віком у 2011 році:
Динаміка населення: